# 겐부치역
겐부치역(일본어: 剣淵駅)은 일본 홋카이도 가미카와 군 겐부치정에 있는 홋카이도 여객철도 소야 본선의 역이다. 역 번호는 W39이며, 상대식 승강장 2면 2선의 구조를 지닌 지상역이다.

## 역 주변
- 겐부치 정청
- 호쿠세이 신용금고 겐부치 지점

## 인접 정차역
| 홋카이도 여객철도 소야 본선 | 홋카이도 여객철도 소야 본선 | 홋카이도 여객철도 소야 본선 |
| --------------------------- | --------------------------- | --------------------------- |
| W38 왓사무 아사히카와 방면  | 보통(쾌속 '나요로')         | 시베쓰 W42 왓카나이 방면    |